# Raymond Kalla
Raymond Nkongo Kalla (Douala, 1975. április 24.) kameruni válogatott labdarúgó.

## Pályafutása

### Klubcsapatban
Doualában született. 1993 és 1995 között a Canon Yaoundé játékosa volt. 1995-től 1998-ig Görögországban a Panachaiki csapatában játszott. 1998 és 2002 között az Extremadura labdarúgója volt. 2002-től 2005-ig Németországban a Bochumban játszott. A 2005–06-os szezonban a Sivasspor csapatát erősítette. 2008-ban az Union Doualában fejezte be a pályafutását.  

### A válogatottban
1994 és 2006 között 83 mérkőzésen szerepelt a kameruni válogatottban és 2 gólt szerzett. Az 1994-es világbajnokságon 19 évesen a válogatott mindhárom csoportmérkőzést végigjátszotta. Részt vett az 1998-as afrikai nemzetek kupáján és az 1998-as világbajnokságon. Tagja volt a 2000-es és a 2002-es afrikai nemzetek kupáján győztes csapat keretének is. A 2002-es világbajnokságot követően lemondta a válogatottságot, miután konfliktusba került a labdarúgó-szövetséggel, melyet gyenge szervezéssel vádolt, de végül meggondolta magát. A 2006-os afrikai nemzetek kupáján nevezték a keretbe, de sérülés miatt nem vett részt a tornán.

## Sikerei, díjai
Kamerun
- Afrikai nemzetek kupája győztes (2): 2000, 2002